# عريض المنقار الفلبيني
الطائر عريض المنقار الفلبيني (بالانجليزية: Visayan broadbill) (الأسم العلمي:E)هو نوع من الطيور من أسرة الطيور عريضة المنقار. يستوطن في جزر سامار وليتي وبوهول بوسط الفلبين. وفي البيئات الطبيعية هي الغابات والأراضي المنخفضة أو شبه المدارية الرطبة.وهي مهددة بسبب تدمير البيئة.